# Паляниця (ракета)
Паляниця — далекобійна ракета-дрон українського виробництва.

## Історія
24 серпня 2024 українські військові вперше вдарили по армії РФ новою зброєю — ракетою-дроном «Паляниця».
За словами Президента України Володимира Зеленського, це зброя «абсолютно нового класу».
Далекобійний дрон-ракета «Паляниця» був розроблений українськими фахівцями у найкоротший термін, аби створити відповідь на постійні ракетні удари з боку Росії.
Загалом, на розробку було витрачено півтора року, що в рамках війни — дуже швидко.
Окремо слід зазначити, що вартість нового виробу значно нижча порівняно з його аналогами. Крім того, на цей момент тривають роботи, спрямовані на подальше зниження витрат на виробництво. Це досягається шляхом застосування альтернативних матеріалів. Завдяки цьому підходу, стане можливим організувати масове виробництво ракет, що дозволить значно підвищити ударний потенціал України на великих відстанях як у поточній війні, так і в майбутньому.

## Опис
Припускається, що «Паляниця» є маневреним безпілотником з потужною бойовою частиною та турбореактивним двигуном. «Паляниця» була розроблена за півтора року. Запускається з наземної установки. Припускається, що ракета має дальність до 600—700 км, оскільки вказано, що в зоні її ураження перебувають близько 20 російських військових аеродромів, зокрема «Саваслейка» в Нижньогородській області. Авіаексперт і провідний науковий співробітник НАУ Валерій Романенко вважає коректніше називати не ракетою-дроном, а реактивним дроном.
«Паляниця» коштує менше 1 мільйона доларів, повідомив міністр цифрової трансформації України Михайло Федоров.

### Консервативна оцінка характеристик
За оцінками авіаексперта Валерія Романенка «Паляниця» має наступні характеристики:
- габарити — не менше 3,5×2,5 м,
- швидкість — від 400—450 км/год,
- бойова частина — від 100 кг,
- дальність — від 400—700 км.

## Бойове застосування
Вночі 24 серпня 2024 року, у Воронезькій області вибухнув склад з боєприпасами. Перед цим у небі чули звук реактивного двигуна від невстановленого авіаційного апарату, який летів у бік російських об'єктів.

## Особливість назви

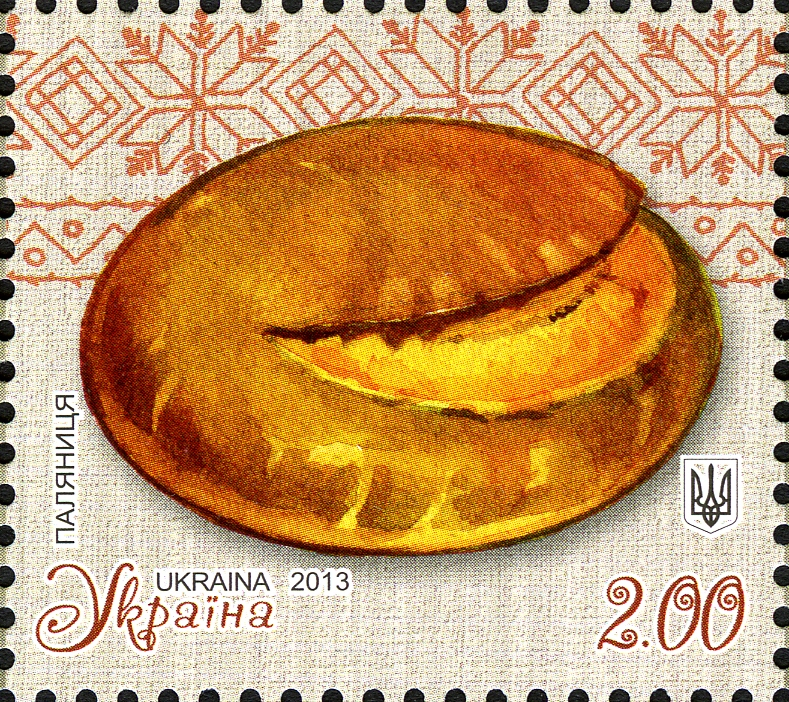
Вид хлібу «Паляниця», на честь якого назвали ракету.

Примітно, що адресатам зброї важко вимовити слово «паляниця». Ворогу буде дуже складно навіть вимовити, що саме «прилетіло».